# 越嶲衛
越巂衛軍民指揮使司是明清的一個衛所。明洪武二十六年正月置，屬四川行都司，設越巂衛左右二千戶所。治所在今四川越西縣。長官為指揮使，領有邛部長官司。漢為越巂郡邛都縣、闡縣地。北周置中部縣，隋罷郡，以縣屬巂州。唐因之。元中統間，立邛部安撫招討使，至元中，改為邛部州，隸建昌路。明洪武中，改為邛部軍民州，尋廢州置越巂衛，領邛部長官司。土官姓嶺。明代設有指揮二員，千戶八員，百戶十三員，經歷、教授各一員。又轄鎮西守禦千戶所。清代屬四川寧遠府，有越巂營參將一人、越巂衛守備一員，雍正六年以衛屬寧遠府，八年設越巂衛經歷一人，乾隆二十五年罷越巂衛移通判治，越巂衛學教授改為廳學教授，訓導照舊。乾隆四十五年十二月，將越巂廳學訓導改為馬邊廳學，嘉慶十三年改越巂廳教授為寧遠府教授，西昌縣訓導為越巂廳訓導，道光十五年三月改四川越巂通判為同知。